# Tasmanoonops ripus
Tasmanoonops ripus är en spindelart som beskrevs av Forster och Norman I. Platnick 1985. Tasmanoonops ripus ingår i släktet Tasmanoonops och familjen Orsolobidae.
Artens utbredningsområde är New South Wales. Inga underarter finns listade i Catalogue of Life.